# پروانه ماهی سانبرست
پروانه ماهی سانبرست (نام علمی: Chaetodon kleinii) نام یک گونه از تیره پروانه‌ماهی است.